# Faucheria faucheri
Faucheria faucheri is een pissebed uit de familie Cirolanidae. De wetenschappelijke naam van de soort is voor het eerst geldig gepubliceerd in 1900 door Dollfus & Viré.